# Rob Dukes
Pour les articles homonymes, voir Dukes.
Rob Dukes (né le 8 mars 1968) est l'actuel chanteur du groupe de crossover thrash Generation Kill et connu comme ayant été le chanteur du groupe de thrash metal Exodus de 2005 à 2014.

## Enfance
Dukes est né en Floride le 8 mars 1968, vivant dans le Queens avant de passer à Nyack, New York, au nord de Manhattan. Il décrit ses parents comme étant "des sortes de hippies" qui ont régulièrement joué des enregistrements par des artistes tels que The Doors, Black Sabbath et Jimi Hendrix, ce qui était certainement la musique sur laquelle il avait grandi.

## Influences
Dukes a déclaré lors d'une interview que le punk rock avait été sa passerelle dans la musique en termes d'angoisses et d'attitude : "ce n'était pas de la musique complexe comme le métal, jouer trois accords et crier ... ça, je peux le faire". Il joue aussi de la guitare, affirmant qu'il était "médiocre" mais qu'il "jouait surtout pour s'amuser" au début, avec Randy Rhoads comme influence principale, même s'il ne lui a fallu qu'à peine un mois pour apprendre le morceau acoustique "Dee" sur l'album Blizzard of Ozz d'Ozzy Osbourne. Lors de ses débuts en tant que chanteur, Dukes dit: «J'ai découvert que je pouvais chanter assis dans ma chambre avec une (guitare) acoustique.  J'ai aimé (Iron) Maiden et (Judas) Priest mais je ne pouvais pas chanter aussi bien, puis j'ai découvert Metallica, Megadeth, Exodus, S. O. D., Anthrax, Misfits et j'ai pensé : je peux chanter comme ça. "

## Carrière dans Exodus
Après avoir été licencié d'un groupe New-Yorkais dont il faisait partie, Dukes a enfourché sa moto pour une virée de 11 000 miles vers la Californie qui dura 5 mois, sans aucune idée sur ses perspectives de carrière. En dépit d'avoir envisagé de devenir instructeur de plongée sous-marine, Dukes fini par travailler en tant que technicien guitare après avoir vécu à Hollywood pendant deux mois. Il a alors rencontré et s'est lié d'amitié avec Jeff Hickey, un ami de longue date du groupe Exodus. Tout en travaillant pour le groupe, il a créé une démo qu'il a fait écouter en 1996 au guitariste Rick Hunolt et au batteur Tom Hunting, au cas où ils chercheraient un nouveau chanteur. Après le départ de Steve Souza en 2004, Dukes fut engagé comme nouveau chanteur du groupe et a fait ses débuts dans l'album "Shovel Headed Kill Machine". Il apparaîtra dans les trois albums suivants du groupe, parmi lesquels Let There Be Blood en 2008, un ré-enregistrement de l'album original "Bonded by Blood" de 1985. 
Le 8 juin 2014, Exodus annonce sa séparation avec Dukes et Souza sera réintégré peu après. En octobre 2015, Dukes fustige ses anciens partenaires en disant : "J'emmerde ces connards. Je n'aurais plus jamais à leur parler... ni à leurs managers, et ça c'est une très bonne chose. C'est comme si je supprimais un cancer de ma vie."
Il dira par la suite qu'il ne leur a plus reparlé depuis son départ, en dehors d'un appel de 20 secondes avec Tom Hunting au sujet du retour de Souza au sein du groupe. Puis Dukes accusera le chanteur de Testament Chuck Billy de l'avoir fait virer, et ce dernier reniera les faits.
Dukes annoncera également plus tard qu'il n'y avait pas de passion dans leur musique avant son départ, puis critiquera le matériau sur lequel travaillait le groupe à l'époque en l'appelant "une merde régurgitée que nous avions déjà faite et refaite encore et encore". Puis il expliquera qu'il subissait de fortes pressions à cette période de sa vie au sein d'Exodus car il venait de se marier et déménageait dans un nouveau domicile.[8]
Le 8 juillet 2017, Dukes rejoint Exodus pour un double concert lors d'un événement assigné de deux nuits à San Francisco. [9][10][11] Dukes dira par la suite qu'il est "totalement en paix" avec son licenciement et que de jouer à nouveau avec le groupe "c'était très amusant (...); c'était beaucoup de rires. Le show était grandiose." Il a depuis retrouvé des liens d'amitié avec les membres du groupe. [12]
Lors d'une interview en janvier 2019, Dukes a exprimé sa déception au sujet du fait que le guitariste Gary Holt ait commencé à jouer avec Slayer en 2011, ce qui a limité l'activité au sein d'Exodus. Il a également dit que la réintégration de Souza au sein du groupe était une décision d'affaires et pour des raisons financières. Il a ensuite expliqué qu'après son mariage et son licenciement d'Exodus, il a dû se battre pour trouver un moyen de nourrir sa famille puisqu'il a été sans emploi pendant environ un an. Il finira par trouver un emploi en tant que mécanicien spécialisé en restauration de voitures de collection, et prendra ses responsabilités personnelles dans la dégradation de ses rapports avec les membres d'Exodus, à la suite d'une conversation au crédit du bassiste de Megadeth David Ellefson et du chanteur de T.S.O.L. Jack Grisham.[13]

## Discographie
Avec Exodus
- Shovel Headed Kill Machine (2005)
- The Atrocity Exhibition... Exhibit A (2007)
- Let There Be Blood (2008)
- Shovel Headed Tour Machine: Live At Wacken & Other Assorted Atrocities (2010)
- Exhibit B: The Human Condition (2010)

Avec Generation Kill
- Red White and Blood[4] (2011)

## références
1. ↑  (en) « News Update - The Silver Tongue Online », sur The Silver Tongue Online (consulté le 3 septembre 2020).
2. 1 2
3. ↑  « Generation Kill - Red, White and Blood - Encyclopaedia Metallum : The Metal Archives », sur metal-archives.com (consulté le 25 octobre 2021).